# جيسي وير (لاعب كرة قدم)
جيسي وير (بالإنجليزية: Jesse Were)‏ هو لاعب كرة قدم كيني في مركز الهجوم، ولد في 19 أبريل 1989 في نيروبي في كينيا. شارك مع منتخب كينيا لكرة القدم. أما مع النوادي، فقد لعب مع زيسكو يونايتد ونادي توسكر.

## وصلات خارجية
- جيسي وير (لاعب كرة قدم) على موقع قاعدة بيانات كرة القدم.إي يو (الإنجليزية)
- جيسي وير (لاعب كرة قدم) على موقع ناشيونال فوتبول تيمز (الإنجليزية)
- جيسي وير (لاعب كرة قدم) على موقع Soccerway.com (الإنجليزية)